# Narcissus calcicola
Narcissus calcicola är en amaryllisväxtart som beskrevs av Francisco de Ascencão Mendonça. Narcissus calcicola ingår i släktet narcisser, och familjen amaryllisväxter. IUCN kategoriserar arten globalt som livskraftig. Inga underarter finns listade i Catalogue of Life.